# Sahraoui (peuple)
Pour les articles homonymes, voir Sahraoui.
Les Sahraouis (en arabe : صحراويون ṣaḥrāwīyūn et en amazighe : ⵉⵚⵃⵕⴰⵡⵉⵢⵏ Iṣeḥṛawiyen) désigne généralement l'ensemble des personnes vivant au Sahara occidental. Cependant, cette définition est parfois contestée dans cette acception, étant aussi utilisée pour désigner l'ensemble des groupes ethniques habitant ou nomadisant traditionnellement au Sahara occidental ou encore, l'ensemble des peuples vivant dans l'ensemble du désert saharien.

## Terminologie et histoire
Lors de la conquête espagnole à la fin du XIXe siècle, les habitants du Sahara occidental étaient appelés los nativos ou las gentes del Sahara. Ils appartenaient à plusieurs groupements tribaux nomades ou semi-nomades aux appartenances ethniques diverses, maintenant pour chacun des liens de nature différente avec les entités voisines (Maroc et émirats mauritaniens (Chinguetti, Trarza, Brakna et Tagant)) et établis de part et d'autre des frontières du territoire. 
Peu à peu, l'administration coloniale espagnole s'est mise à utiliser exclusivement le terme de Saharaui pour désigner « l'ensemble de la population du territoire ». Le terme « sahraoui » est attesté en français dans les années 1970 pour désigner « le Sahara occidental et ses habitants nomades ». Le terme "Sahraoui" vient de l'arabe "الصحراوي "(as-saḥrāwī), signifiant au sens large "originaire du désert", "du désert" ou "venant du désert";  "Saḥra" signifie "désert" en arabe et le suffixe "-wi" (-oui) désigne une appartenance ou une filiation chez les patronymes arabes.
Avant cela, les habitants du Sahara de l'Ouest étaient désignés en fonctions de leurs groupes ethniques, tribus ou castes parmi lesquels : les Hassania ou Banu Hassan, les Sanhadja ou Zénagas, les Beidanes, les Haratine. 
En arabe, le terme sahrawi signfie simplement saharien ou "du désert" et peut donc désigner tout habitant du Grand Sahara.

## Notion de peuple
Selon l'analyste Laurent Pointier, l'identité et la notion de « peuple sahraoui » se sont forgées lors des luttes pour l'indépendance et la décolonisation comme beaucoup de peuples africains. À partir de 1952, le terme de « peuple » devient un enjeu central aux Nations unies car il appuie le droit à l'autodétermination. Selon ce principe onusien, dans le cas des Sahraouis, qui dit peuple, dit possibilité d'indépendance face à l'Espagne puis face à la Mauritanie et au Maroc. 
L'existence même des Sahraouis en tant que peuple fait donc l'objet d'une lutte politique, idéologique et sémantique entre Marocains et indépendantistes. Si pour le Front Polisario l'existence de ce peuple est évidente, uniquement contestée parce que le pays qu'il habite est occupé par des forces étrangères, le gouvernement marocain la considère comme « artificielle » et « chimérique », fruit d'une manipulation politique. 
Pour l'historien et géographe Jean Sellier, le Sahara espagnol était peuplé de Maures comme en Mauritanie. C'est cet argument ethnique qu'utilisa Moktar Ould Daddah pour réclamer le rattachement du territoire à la Mauritanie dès 1957.
De ce fait, la reconnaissance ou la négation du peuple sahraoui dans le jeu géopolitique international influe sur la reconnaissance de l'existence d'une « entité sahraouie ».
Pour Bernard Cherigny, pendant la décolonisation et la guerre froide, le peuple sahraoui est « l'arlésienne » d'un conflit et d'un jeu diplomatique entre pays du Maghreb, puissances méditerranéennes et superpuissances.

## Culture et modes de vie
Jusque dans les années 1970, les Sahraouis étaient essentiellement nomades avec peu de villes ; Laâyoune n'a été fondée qu'en 1938 par les Espagnols. Leur société est formée de tribus constituant un ensemble à la culture, aux coutumes et aux modes de vie assez homogènes.

### Nomadisme et sédentarisation
Jusqu'à la décolonisation, les Sahraouis étaient nomades et l'élevage de dromadaires tenait une place centrale dans leur économie et mode de vie (« nomadisme chamelier »). En 1947, les Reguibat possédaient plus de 40 000 dromadaires avec environ 10 bêtes par famille. Les nomades se nourrissaient essentiellement de lait et de viande. Leurs migrations suivaient la pluie d'où leur surnom de « fils des nuages ». 
Les bombardements des aviations françaises et espagnoles lors de la guerre d'Ifni, les regroupements forcés et les expulsions de l'administration coloniale à partir de 1958, les combats entre le Polisario et les armées mauritaniennes et marocaines, l'urbanisation des années 1980 et 1990 ont provoqué la destruction des troupeaux, des pâturages et un exode rural massif vers les villes ou les camps de réfugiés sans possibilité de retour,. Au début du XXIe siècle, les Sahraouis sont majoritairement sédentaires bien que leur culture soit encore très imprégnée de nomadisme.

### Tribus et clans
Composition tribale de la population du Sahara occidental selon le recensement espagnol de 1974.
- Tekna (31,4 %)
- Reguibat (28,4 %)
- O. Delim (15,6 %)
- O. Tidrarine (12,2 %)
- Laarossiyen (6,1 %)
- Ahl Ma' el-Aynayn (3,4 %)
- Autres tribus (2,9 %)

La famille possédant un troupeau formait la base de la société traditionnelle. Les liens de parenté ou de clientèles entre familles composent des tribus aux relations plus ou moins importantes. Ces tribus se reconnaissent souvent un ancêtre commun fondateur et prestigieux en relation avec la religion : saint, marabout, descendant du prophète (chérif)... Bien qu'elle soit atténuée aujourd'hui, l'appartenance à une tribu est encore importante ou évidente pour la plupart des Sahraouis.
On distingue au sein des populations du Sahara occidental trois grands groupes tribaux : les Reguibat et les Tekna, majoritaires, d'origine berbère sanhajienne, et les Ouled Delim, d'origine arabe maqilienne. À ces trois grands groupes s'ajoutent deux tribus sanhajiennes d'importance moyenne, les Ouled Tidrarine et les Laaroussiyines, ainsi que la confédération maraboutique des Ahl Ma El Aïnin, axée autour des disciples et des descendants du Cheikh Ma El Aïnin,. Les différentes tribus sont elles-mêmes composées d'un nombre variable de fractions.
Le territoire compte également plusieurs tribus numériquement beaucoup moins importantes tel les Ouled Bou Sbaa, Imraguens, Ahl Filalas, Tadjakant, Skarna, Taoubalt, Lemyar, Chenagla et Mejjat, dont certaines constituent des « tribus satellites » gravitant autour d'autres tribus plus importantes, tel les Mejjat, Aït Hassin, Fouikat, Chenagla et Lemyar qui gravitent autour des Tekna de l'ouest, ou les Aït Noss autour des Tekna de l'est.
Les Haratins constituent un cas à part. En 1993 environ un tiers des Sahraouis appartenaient à ce groupe parfois plutôt décrit comme une caste. Les Haratins sont des descendants d'esclaves qui servaient de domestiques ou de gardiens de troupeaux aux nomades comme les Bella chez les Touaregs. Bien qu'officiellement aboli, la persistance de cet esclavage fait régulièrement l'objet de témoignages et de dénonciations.

### Langues
Les Sahraouis partagent une langue commune, le hassaniya, un dialecte arabe bédouin.
Au nord du territoire, une minorité constituée de membres des tribus orientales des Tekna sont berbérophones, parlant le dialecte chleuh.

### Religion

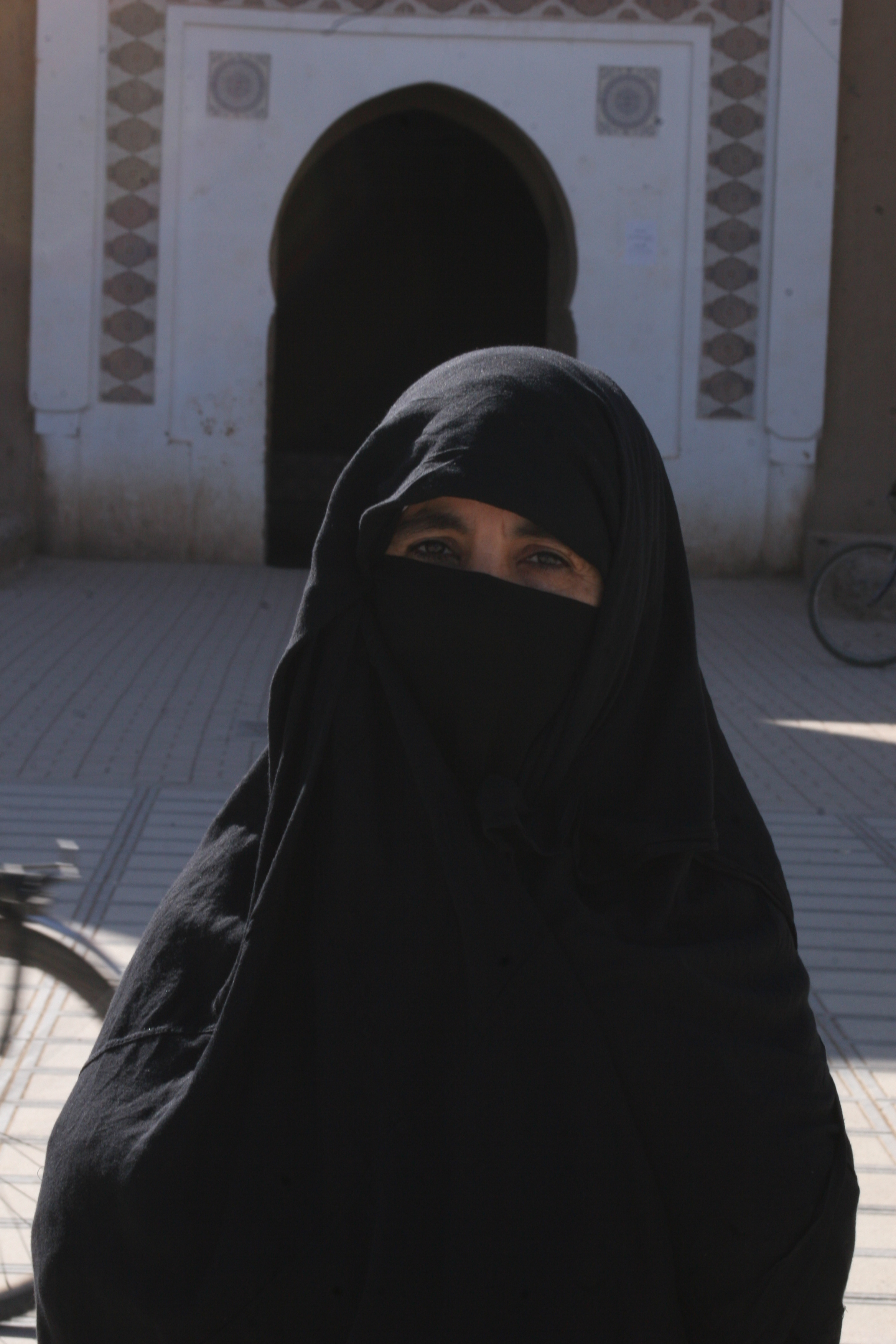
Femme sahraouie (2019).

En raison du nomadisme, l'islam des Sahraouis s'est diffusé et pratiqué par les marabouts et les confréries plutôt que par les mosquées, bien que les zaouïas ont joué et jouent encore un rôle important. Dans le désert et en dehors des villes, la prière s'effectue dans un alignement de pierres (« messel ») symbolisant une mosquée et portant une pierre centrale surélevée pour l'imam.
Ces pratiques religieuses sont encore vivaces aujourd'hui. Les deux principales traditions de confréries qui se divisent en branches parfois concurrentes sont la Qadiriyya et la Jazouliya. Ces confréries, qui ont parfois plusieurs siècles d'existence, peuvent dépasser les frontières et les ethnies se retrouvant au Mali, en Mauritanie, au Maroc, au Sénégal et jusqu'au Nigeria. Certaines se sont alliées au colonisateur espagnol comme la Sidiya. À l'inverse, la Ghoudfiya et la Tidjaniaya s'opposèrent aux Européens et en particulier aux Français au Maroc et en Mauritanie aux XIXe et XXe siècles. Une petite minorité de religieux a développé une doctrine soufie dans la seconde moitié du XIXe siècle et conserve quelques fidèles aujourd'hui. 
La magie, préislamique mais en syncrétisme avec le Coran, est une pratique courante surtout dans le sud : rites de protection ou propitiatoires, divination, offrandes aux génies ou « yennun », aux arbres, sources et tombes.

## Répression
Les manifestations demandant l'indépendance du Sahara occidental sont violemment réprimées au Maroc et certains d'entre eux sont tués et des manifestants et responsables associatifs pour les droits humains sont parfois arrêtés,. Selon Amnesty international, en 2017, au Maroc et au Sahara occidental, « des journalistes et des manifestants appelant à la justice sociale et au respect des droits politiques ont été emprisonnés, souvent à l’issue de procès iniques ».
L'usage du hassanya est lui-même réprimé.
En 2019, alors que des Sahraouis célèbrent la victoire de l'équipe d'Algérie de football lors de la CAN 2019, ceux-ci sont violemment réprimés par les forces de sécurité, des cafés sont fermés et une jeune femme de 24 ans meurt fauchée par deux voitures de police.
En 2022, lors de la Coupe du monde de football 2022, le Sahara sous contrôle marocain est quadrillé par les forces de sécurité et selon les activistes et journaliste sahraouis, des Marocains emmenés pour fêter la victoire de l'équipe du Maroc, dont les joueurs ont scandé des chants en faveur de la marocanité du territoire. D'autres Sahraouis soutiennent le Maroc. Après l'élimination du Maroc face à l'équipe de France de football, des Saharouis sont sortis pour célébrer la défaite de l'équipe du Maroc, et une rixe a éclaté entre Marocains et Sahraouis. Selon des activistes et journalistes sahraouis, des vidéos sur les réseaux sociaux ont appelé à attaquer le Front Polisario en cas de victoire du Maroc, ce qui a été interprété par les Sahraouis comme un appel à s'en prendre à eux. Par ailleurs, des drapeaux et portraits du roi du Maroc auraient été distribués lors de ces célébrations et des écrans géants installés.

### Filmographie
- (es) Tebraa, retratos de mujeres saharauis, film documentaire espagnol (2007)